# Раши
Ра́ши (Раши́, ивр. רַשִׁ"י‎; акроним от ра́бби Шло́мо Ицха́ки — «равви́н Шломо, сын Ицхака»; 1040, Труа, Королевство Франция — 1105, Труа, Королевство Франция) — крупнейший средневековый комментатор Талмуда и один из классических комментаторов Танаха; духовный лидер и общественный деятель еврейства Северной Франции.

## Биография
Раши появился на свет в год, когда умер глава предыдущего поколения мудрецов рабейну Гершом Меор ха-Гола, — вновь подтвердилась закономерность, сформулированная в Талмуде «не покидает мир праведник прежде, чем рождается праведник, подобный ему» (Кидушин, 72 б).
Раши родился во французском городе Труа, столице одноимённого графства в семье раввинов. Его матерью была дочь выдающегося мудреца и поэта из германского города Майнц раввина Шимона Агадоля. Его дядя был одним из крупнейших раввинов Германии, а по отцу он вёл свой род от танная рабби Йоханана а-Сандлара. Происходил из рода царя Давида.
В юности учился у своего отца, раввина Ицхака, а также у брата матери, раввина Шимона бар Ицхака, наставником которого был рабейну Гершом Меор ха-Гола. Своё образование Раши продолжил в иешивах Германии, в Майнце он стал ближайшим учеником раввина Яакова бар Якара — именно его Раши называет в своих комментариях мо́ри ха-за́кен («мой старый учитель»). Раши писал о раввине Яакове: «мои замыслы, мои толкования и моё понимание вышли от него».
Уже в этот период Раши начал работать над осуществлением грандиозного замысла — прокомментировать на иврите все книги Священного Писания и весь Талмуд. Многое из найденного в старинных свитках и услышанного от наставников Раши записывал в специальные тетради — кунтресим, впоследствии эти ученические записи стали основой его прославленных комментариев. В книгах каббалистов указано, что он был новым воплощением души Рава, основателя знаменитой ешивы в вавилонском городе Сура («Гилгулей нешамот»; «Седер адорот»).
После женитьбы переехал назад в Труа и открыл там иешиву. Ещё молодым студентом Раши обратил внимание, что его современникам тяжело понять сложный язык Талмуда, где перемешаны наречия вавилонского арамейского и учёного мишнаитского иврита. Поэтому он решил взять на себя перевод и объяснение священных текстов для своих современников.
В результате, за свою жизнь ему удалось написать комментарии практически ко всем 60 трактатам Талмуда. Кроме Талмуда комментарии Раши простираются на весь Танах: Тора, Пророки, Писания. Популярность книг Раши превзошла все ожидания. И сегодня нет иешивы или бейт-мидраша, где при изучении Торы и Талмуда не пользовались бы комментариями Раши, хотя с того времени были написаны сотни книг и комментариев на эту тему.
Предание рассказывает, что, когда период ученичества завершился, Раши, оставив семью в Труа, «отправился в галут» — длительное путешествие по общинам диаспоры, он стремился познакомиться с выдающимися мудрецами и методами изучения Торы, принятыми в других землях.
Когда Раши отправился в путь, ему было тридцать три года. В течение семи лет своего добровольного изгнания он побывал в Италии, Греции, Египте, а также в Земле Израиля, затем посетил Персию и закончил путешествие в уже знакомой ему Германии («Седер адорот»). Есть свидетельства, что он побывал также в Праге и в городах Испании («Сарей амеа», 4:6).

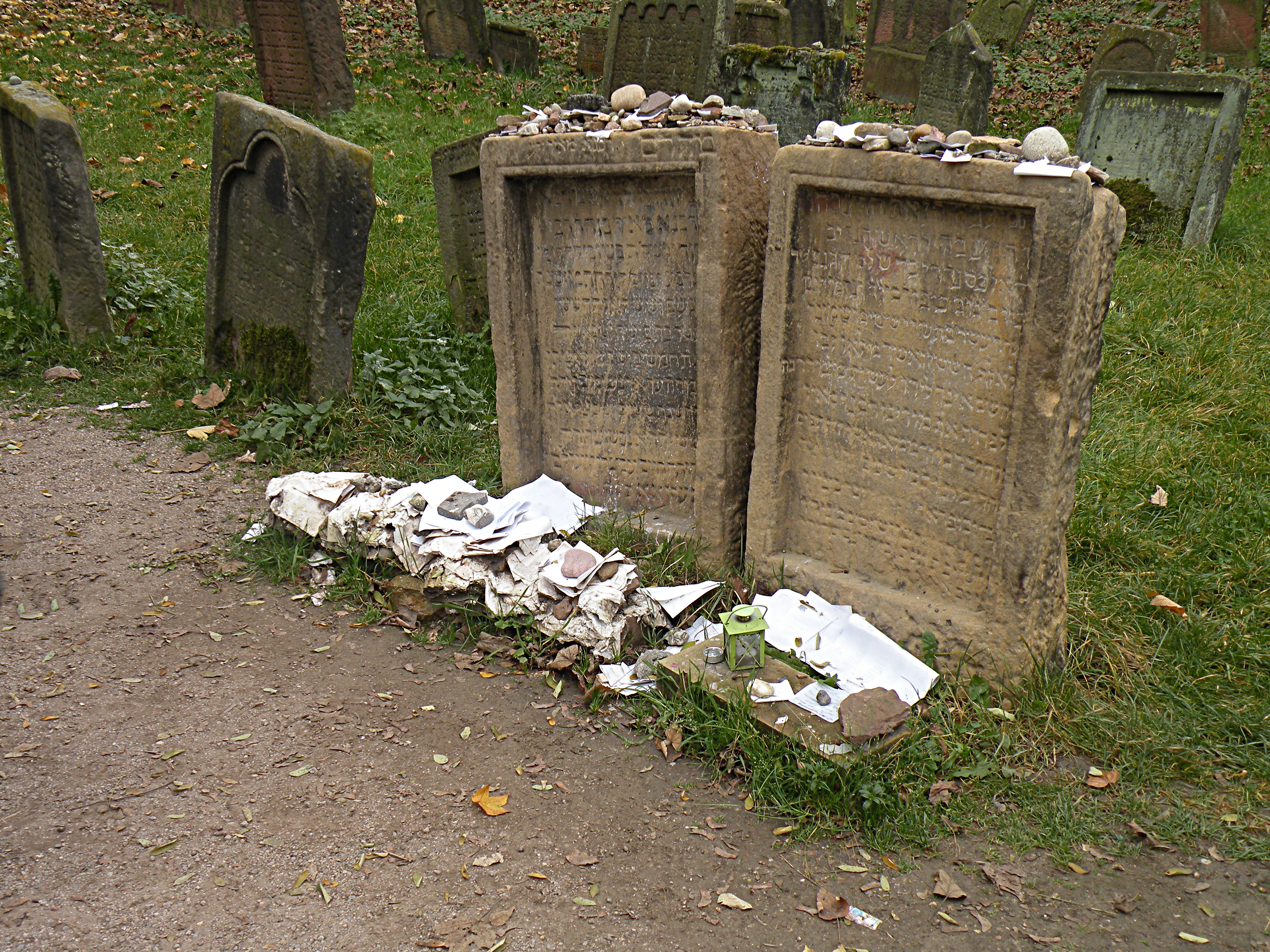
«Могила Раши» в немецком Вормсе. Старое еврейское кладбище

На жизнь Раши зарабатывал изготовлением вина, которое славилось на всю Шампань. Он имел трёх дочерей, которые вышли замуж за раввинов. Дочь Рахиль, подобно своим сёстрам, была выдающимся знатоком еврейского языка и раввинской литературы; она была замужем за раввином Элиезером, с которым, однако, впоследствии развелась. Двое сыновей его дочери Йохевед — Рашбам и Рабейну Там, создали школу тосафистов и продолжили дело своего деда по комментарию Талмуда, однако их метод и взгляды часто с ним расходятся. В особенности это справедливо по отношению к Рабейну Таму.
Умер Раши в родном городе 29 тамуза 4865 года по еврейскому календарю (1105 год), его могила в Труа вскоре была утеряна. Его внуки раввин Шмуэль бар Меир (Рашбам) и раввин Яаков бар Меир (рабейну Там) стали лидерами своего поколения мудрецов Торы.
Существует множество преданий и легенд, связанных с жизнью Раши.

## Труды

### Комментарии к Танаху
Раши написал комментарии на все книги Танаха, самым значительным из которых является его комментарий к Торе, издаваемый вместе с текстом оригинала в большинстве изданий, начиная с XV века. Основной целью Раши в этом комментарии является разъяснение сложных мест простым и понятным его современникам языком.
В своих комментариях Раши старался не уходить слишком далеко от пшата (базового уровня понимания смысла текста). Его комментарии основаны на более ранних комментариях, разбросанных по всему Вавилонскому Талмуду. Как правило, он не приводил высказывания из Талмуда полностью, кроме тех случаев, когда это действительно необходимо и без этого текст понять будет сложно.
Регулярно Раши пользовался наиболее известными мидрашами, как Мидраш Рабба, Танхума, Сифра, Сифри, Пирке де рабби Элиэзер и другими. Часто, при попытке объяснить значение предметов быта, неизвестных его современникам, или более известных под их французскими названиями, Раши приводил их название на разговорном языке после слов бе-лааз (на иностранном языке). Любопытно, что, хотя часто эти слова уже не понятны для современных французов, по традиции их продолжают печатать вместе с комментариями Раши.
Когда в тексте Торы приводится сложное ивритское слово, Раши пытается его объяснить, пользуясь методом грамматического сравнения с другими местами, где это слово упоминается. Нередки глубокие грамматические изыскания Раши по данному поводу, в том числе ссылки на современных ему великих грамматиков Дунаша бен Лабрата и Менахема бен Сарука.

### По медицине
Согласно преданию, Раши был также выдающимся знатоком медицины и целителем, он написал около ста трудов по медицине, существуют свидетельства, что к началу XVIII века они ещё были в хождении («Сарей амеа», там же).

### Издания
- Раши. Комментарий на Книгу Бытия / пер. со ср.-век. иврита Н. Корякиной, М. Вогмана и Е. Малаховой. // Классические библейские комментарии: Книга Бытия. Сборник переводов с древнееврейского, арамейского и средневекового иврита. — М.: Олимп, 2010. — 700 c. — 1000 экз. — ISBN 978-5-7390-2468-8
- Книга Псалмов «Тегилим» с комментарием Раши. / пер. с иврита М. Левинова. — М.: Книжники, 2011. — 880 c. — 4000 экз. — ISBN 978-5-9953-0103-5
- Тора с комментариями Раши. В 5 томах. / пер. А. Фейгина. — М.: Книжники, 2012. — ISBN 978-5-9953-0236-0